# Punta de la Roqueta
La Punta de la Roqueta és una muntanya de 342 metres que es troba entre els municipis de La Torre de l'Espanyol i de Vinebre, a la comarca catalana de la Ribera d'Ebre.